# Ji Leonis
Ji Leonis o Chi Leonis (χ Leo / 63 Leonis / HD 96097 / HR 4310) es una estrella de magnitud aparente +4,63 situada en la constelación de Leo. Se encuentra a 94 años luz del sistema solar.
Ji Leonis aparece catalogada como una gigante o subgigante blanco-amarilla de tipo espectral F2.
Con una temperatura efectiva de 7000 K, se la considera una estrella ligeramente evolucionada cuyo diámetro, casi dos veces más grande que el diámetro solar, concuerda más con el de una subgigante que con el de una gigante propiamente dicha.
El valor máximo para su período de rotación es de 3,66 días.
En cuanto a su composición elemental, las abundancias relativas de hierro y níquel son comparables a la del Sol, pero muestra sobreabundancia de calcio ([Ca/H] = +0,22) y cierta deficiencia de azufre y silicio.
Como corresponde a una estrella más masiva que el Sol, ha evolucionado más rápidamente que éste, a pesar de que su edad —aproximadamente 1000 millones de años— sea sólo una quinta parte de la solar.
Ji Leonis puede ser una estrella variable —aparece en el New Catalogue of Suspected Variable Stars con la designación NSV 5079— aunque recientes estudios indican que posee muy baja actividad cromosférica.
Asimismo, forma un sistema binario con una tenue estrella de magnitud +11. La separación visual entre ambas componentes —3,3 segundos de arco— implica que la distancia real entre ellas es de al menos 95 UA.